# Hi, Mom (2021)
Hi, Mom (Chinees: 你好，李焕英; Pinyin: Nǐ hǎo, Lǐ Huànyīng) is een Chinese film uit 2021, geregisseerd door Jia Ling. De film werd uitgebracht op 12 februari 2021 (Chinees Nieuwjaar). Hi, Mom is na de film Wolf Warrior 2 de meest winstgevende niet-Engelse film aller tijden. De film kreeg positieve recensies en hogere beoordelingen van kijkers dan de andere grote films die tegelijkertijd werden uitgebracht.

## Verhaal
Nadat moeder Li Huanying in 2001 plotseling overlijdt na een tragisch ongeluk, wordt de door verdriet getroffen dochter Jia Xiaoling terug in de tijd getransporteerd naar het jaar 1981, waar ze de goede vriendin van haar moeder wordt. Jia Xiaoling vindt dat ze in het heden niet een goede dochter is geweest, dus in 1981 doet ze er alles aan om Li Huanying gelukkig te maken, onder meer door haar samen te stellen met de zoon van een fabrieksmanager Shen Guanglin in de hoop haar moeder een betere echtgenoot, een betere dochter en een beter leven dan de eerste keer.

## Rolverdeling
| Acteur        | Personage     |
| ------------- | ------------- |
| Jia Ling      | Jia Xiaoling  |
| Shen Teng     | Shen Guanglin |
| Zhang Xiaofei | Li Huanying   |
| Chen He       | Leng Te       |

## Productie
Hi, Mom is het regiedebuut van Jia Ling. Ze bracht meer dan drie jaar door met het schrijven van het script met haar co-schrijvers en de productie begon op 25 september 2019. Hi, Mom werd op locatie gefilmd in fabrieken in Xiangyang, Hubei, de geboorteplaats van Jia Ling. Op 29 oktober 2020 werd de releasedatum bekendgemaakt en werd een promotie-poster vrijgegeven. De filmmuziek werd gecomponeerd door Peng Fei.